# Dragan Stojković
Dragan Stojkovic (serbiska: Драган Стојковић), född 3 mars 1965 i Niš i Jugoslavien (nuvarande Serbien), är en jugoslavisk och senare serbisk före detta fotbollsspelare och numera fotbollstränare.
Dragan Stojkovic, även kallad Piksi efter en tecknad figur, spelade som play-maker eller som anfallare. Det internationella genombrottet kom redan som 19-åring då Stojkovic deltog i EM tillsammans med det jugoslaviska landslaget. 1990 var Stojkovic en av nyckelspelarna då Jugoslavien nådde kvartsfinal i VM. 1998 var Stojkovic tillbaka i VM då Jugoslavien (Serbien-Montenegro) åter deltog. Det sista stora framträdandet på den internationella scenen gjorde Stojkovic i EM i fotboll 2000.

## Meriter
- 84 A-landskamper för Jugoslaviens fotbollslandslag/Serbien och Montenegros fotbollslandslag
- VM i fotboll: 1990, 1998
  - VM-kvartsfinal 1990
- EM i fotboll: 1984, 2000
  - EM-kvartsfinal 2000